# Mikhaïl Bubennov
Mikhaïl Semiónovitx Bubennov (en rus Михаил Семёнович Бубеннов) (Vtoroie Polomoixnevo, krai de l'Altai, 21 de novembre de 1909 - Moscou, 3 d'octubre de 1983) fou un escriptor rus.
És autor de relats històrics amb una perspectiva ètica socialista que parteix d'una interpretació estereotipada del realisme socialista. Entre les seves obres cal destacar:
- Бессмертие (Bessmèrtie, 'La immortalitat', 1940).
- Белая берёза (Bèlaia berioza, 'El bedoll blanc', 1947-1952). La primera part va rebre el premi Stalin del 1948.[2][3]
- Орлиная степь (Órlinaia step, 'L'estepa de l'àguila', 1959).
- Стремнина (Stremnina, 'Els ràpids', 1970).
- Зарницы красного лета (Zarnitsi kràsnogo letà, 'El llampegueig dels anys rojos', 1977).
- Светлая даль юности (Svètlaia dal iúnosti, 'La clara distància de la joventut', 1983).

## Premis i condecoracions
- Premi Stalin (1948)
- Orde de la Bandera Roja del Treball
- Orde de l'Amistat dels Pobles
- Orde de l'Estrella Roja
- Medalla al Valor